# موتوکو فوجیموتو
موتوکو فوجیموتو (انگلیسی: Motoko Fujimoto؛ زادهٔ ۲۵ دسامبر ۱۹۸۰) بازیکن سافت‌بال اهل ژاپن است.